# Alex Skolnick
Alex Nathan Skolnick (Berkeley, Kalifornija, 29. rujna 1968.) je američki gitarist i jazzman, najpoznatiji kao gitarist američkog thrash metal sastava Testament. 

## Životopis
Skolnick Je jedan od izvornih članova Testamenta s Ericom Petersonom, Louieom Clementom i Gregom Christianom. Napustio sastav u 1992. godine s bubnjarom Louieom Clementom.
Nakon odlaska iz Testamenta počeo karijeru kao jazzman. Godine 2001. Skolnick se vratio u Testamenta i pojavio se na albumu First Strike Still Deadly. Ponovno se vratio 2005. godine i svira sa sastavom do danas. Također svirao je kao gostajući glazbenik na albumu Ashes of the Wake sastava Lamb of God.
Skolnick smatra je kao jedan od najbržih i najboljih giatristi thrash metala. 

## Diskografija
Testament (1983. – 1992., 2001., 2005. - danas)
- The Legacy (1987.)
- The New Order (1988.)
- Practice What You Preach (1989.)
- Souls of Black (1990.)
- The Ritual (1992.)
- The Formation of Damnation (2008.)
- Dark Roots of Earth (2012.)
- Brotherhood of the Snake (2016.)
- Titans of Creation (2020.)

Savatage (1994.)
- Handful of Rain (1994.)

Metal Allegiance (2014. – danas)
- Metal Allegiance (2015.)
- Volume II: Power Drunk Majesty (2018.)